# ستيفن جونز (موسيقي)
ستيفن جونز (بالإنجليزية: Stephen Jones)‏ هو موسيقي وفنان أسترالي، ولد في 23 يناير 1951.